# Bruno Keil
Bruno Keil (Havelberg, 8 luglio 1859 – Lipsia, 23 marzo 1916) è stato un filologo classico tedesco.

## Biografia
Studiò filologia classica, archeologia e germanistica a Berlino, Bonn e Greifswald, conseguendo il suo dottorato nel 1884 all'Università di Greifswald con una tesi su Isocrate. Come studente, le sue influenze furono Ulrich von Wilamowitz-Moellendorff, Georg Kaibel e Rudolf Hercher. Fece dei viaggi scientifici in Italia, Spagna e Francia e, a partire dal 1888, lavorò al Sophiengymnasium di Berlino. Nel 1890 divenne professore associato all'Università di Strasburgo, dove conseguì la cattedra di professore ordinario nel 1901. Dall'autunno del 1913 fino alla sua morte, insegnò all'Università di Lipsia.
Oltre a Isocrate, la sua ricerca accademica comprende degli studi sugli antichi retori Eschine e Demostene, l'oratore Elio Aristide e lo scrittore satirico Luciano.

## Opere principali
- Analectorum Isocrateorum Specimen, 1884.
- Analecta Isocratea, 1885.
- Die solonische Verfassung in Aristoteles' Verfassungsgeschichte Athens, 1892.
- Aelii Aristidis Smyrnaei quae supersunt omnia, 1898.
- Beiträge zur Geschichte des Areopags, 1910.
- Über Lukians Phalarideen, 1913.
- Anonymus argentinensis. Fragmente zur Geschichte des Perikleischen Athen aus einem Strassburger Papyrus, 1920.[2][3]